# Jonas Falk (bankrånare)
Jonas Sture Falk, tidigare Oredsson, född 11 september 1972 i Sundbyberg, är en svensk flerfaldig bankrånare. Han har bland annat dömts för rån i Sverige upprepade gånger, misstänkts för narkotikabrott i Colombia och för skattebrott i Spanien.

## Bakgrund
Jonas Falk är uppvuxen i Stockholm och kom tidigt i kontakt med personer i kriminella kretsar. Föräldrarna valde därför att flytta från Stockholm till Munka-Ljungby i Skåne för att ge sonen en bättre uppväxtmiljö, vilket dock inte gav önskat resultat. Vid 17 års ålder dömdes Falk 1989 för första gången, då till fängelse för grov stöld.

## Brottslig bana

### 1990-tal: rånverksamhet
Den 3 januari 1992 rånade Falk med en kumpan ett postkontor i Kristianstad, där bytet blev 60 000 kronor. Falk greps och dömdes till tre års fängelse. Under en permission från Hällbyanstalten i början av 1993 rånade han sparbanken i Östra Ljungby, utan att bli igenkänd. Han greps igen, men i slutet av mars 1993 fritogs han från Hällbyanstalten av en person med ett avsågat hagelgevär. En vecka senare rånade de två sparbanken i Nykvarn på 2,5 miljoner kronor, återigen kom han undan. Han reste sedan utomlands och levde en period lyxliv innan han kunde gripas på nytt.
I juli 1994 hade han avtjänat sitt fängelsestraff för rånet i Kristianstad och blev frisläppt. I september samma år rånade han med en kumpan SE-bankens kontor i Järna på 475 000 kronor. I maj 1995 hade Falk kunnat kopplas till de tre bankrånen, och han dömdes till sju års fängelse. Falk överklagade domen till hovrätten, men i samband med hovrättsförhandlingen blev han fritagen av en vän på motorcykel. Tre veckor senare deltog Falk när Sparbanken och Handelsbanken i Gustavsberg rånades, och även en anställd togs som gisslan. Falk kunde gripas en tid därefter och dömdes till ytterligare fem års fängelse, denna gång på Anstalten Hall.
Det mest spektakulära fritagandet skedde i samband med en permission från Hall i januari 2001. Tillsammans med tre vårdare besökte Falk en bilaffär i Nyköping. På väg ut från bilhallen fritogs han, under vapenhot mot de obeväpnade kriminalvårdarna, av en man i en Saab 9000 som Falk då hoppade in i. Flykten varade den gången i elva dagar, och när han åter greps fick polisen även fast en man som varit efterlyst för ett mord begått i Eskilstuna 1996.
Efter frisläppandet senhösten 2004 stod Falk under övervakning inom ramen för polisens aktionsgrupp NOVA mot grov brottslighet, men det dröjde bara drygt ett halvår innan man grep honom efter en biljakt i norra Stockholm. Falk misstänktes för brott, men den polisutredningen lades så småningom ner. 

### 2010-tal: "Playa-målet"
Under påföljande år bytte han efternamn från Oredsson till Falk, flyttade till Colombia och höll en låg profil utåt. Under tiden misstänktes han av polisen i en operation kallad "Operation Playa" för att vara aktiv i en stor narkotikaliga med förgreningar i hela Europa. Polisutredningen i Operation Playa påstod att Falk var huvudman i en kokainliga som omsatt hundratals miljoner kronor. I oktober 2010 greps han i Colombia misstänkt för anstiftan till grovt narkotikabrott. Efter cirka ett år blev han utvisad från Colombia och förd till Sverige. Utvisningen möjliggjorde en senare eventuell vidare utlämning till tredje land. 
Han dömdes i Stockholms tingsrätt den 8 mars 2013 till 18 års fängelse för grovt narkotikabrott och grov narkotikasmuggling samt försök till ytterligare brott med samma rubricering. Påföljden var kopplad till hans tidigare brott, vilkas påföljder han inte avtjänat. Falk och några av de övriga inblandade i målet överklagade tingsrättsdomen och förhandlingar vidtog i hovrätten våren/sommaren 2013.
Den 27 maj 2014 släpptes Falk på fri fot från häktet, efter tre och ett halvt år i väntan på sin dom som ännu inte hade fastställts i hovrätten. Den 28 maj 2014, mindre än 36 timmar efter att Falk hade släppts från häktet, greps han av Stockholmspolisen på Götgatan i Stockholm. Vid gripandet var även hans advokat Tobias Enochson och ytterligare en person närvarande. Gripandet var grundat på en europeisk efterlysning utfärdad från Spanien, med en arresteringsorder för ekonomisk brottslighet och skattebrott, relaterat till samma knarkverksamhet som Playa-fallet.
Den 26 juni 2014 frikändes Falk i Svea hovrätt från misstanken om grovt narkotikabrott och grov narkotikasmuggling i Playa-målet. Domen bekräftade att Jonas Falk var engagerad i kokainsmugglingen, men, åklagarna kunde inte bevisa vilken roll Jonas Falk hade haft, vilket är en förutsättning för en fällande dom.  
Falk har totalt beviljats strax över 3 miljoner kronor i skadestånd av svenska staten för att han satt häktad i tre år och fem månader under utredningen av "Playa-målet". Motiveringen från Stockholms tingsrätt är bl.a. det lidande han utsatts för under häktningen.

### 2020-tal: ekonomisk brottslighet
Falk utlämnades till Spanien 2014 och efter flera uppskjutna rättegångar på grund av målets komplexitet hölls slutligen rättegång i La Audiencia Provincial de Barcelona i januari 2021. Falk dömdes för narkotikarelaterad penningtvätt till 2,5 års fängelse samt böter på motsvarande 50 miljoner kronor.  Domen är överklagad till Spaniens högsta domstol.  
Falk dömdes i juni 2025 till fängelse i ett år och tio månader för medhjälp till grov utpressning mot företagaren Joachim Kuylenstierna.